# Spanje op het Eurovisiesongfestival 2012
Spanje nam deel aan het Eurovisiesongfestival 2012 in Bakoe, Azerbeidzjan. Het was de 52ste deelname van het land op het Eurovisiesongfestival. TVE was verantwoordelijk voor de Spaanse bijdrage van de editie van 2012.

## Selectieprocedure
Op 21 december 2011 maakte de staatsomroep TVE bekend dat de 33-jarige zangeres Pastora Soler Spanje zal vertegenwoordigen in Bakoe. De zangeres werd intern gekozen door TVE, maar het nummer waarmee ze naar Azerbeidzjan gaat, zal op 3 maart 2012 via een jury en televoting worden gekozen in een speciale tv-uitzending. Daarin zal Pastora Soler drie nummers zingen. Op 15 februari gaf ze de titels van de twee nummers vrij die zeker zouden deelnemen aan de nationale finale: Quédate conmigo en Tu vida es tu vida. Ahora o nunca en Me despido de ti werden onderworpen aan een stemming op het internet. Een van beide zou ook te horen zijn in de nationale finale. Op 20 februari maakte TVE bekend dat Ahora o nunca de internetstemming gewonnen had met 56 % van de stemmen. Op 3 maart besliste Spanje uiteindelijk om Pastora Soler met het nummer Quédate conmigo richting Bakoe te sturen. Het nummer kreeg zowel van de vakjury als van het publiek het maximum van de punten.

## Nationale finale

### Internetselectie
| Plaats | Lied             | Stemmen |
| ------ | ---------------- | ------- |
| 1      | Ahora o nunca    | 2.265   |
| 2      | Me despido de ti | 1.750   |

### Finale
| Plaats | Lied               | Jury | Publiek | Totaal |
| ------ | ------------------ | ---- | ------- | ------ |
| 1      | Quédate conmigo    | 36   | 36      | 72     |
| 2      | Tu vida es tu vida | 26   | 30      | 56     |
| 3      | Ahora o nunca      | 28   | 24      | 52     |

## In Bakoe
Dankzij de status van lid van de Grote Vijf, de grootste contributeurs van geld aan het Eurovisiesongfestival, mag Spanje automatisch deelnemen aan de finale, op 26 mei. Daar eindigde het als tiende.